# Imatge (matemàtiques)

L'oval groc dins Y és la imatge de f

Siguin X i Y dos conjunts, f una funció f : X → Y, i x un element de X. Diem que la imatge de x sota f, denotada f(x), és l'element únic y de Y que f associa amb x.
La imatge d'un subconjunt A ⊆ X sota f denotada f(A) és el subconjunt de Y definit com
f(A) = {y ∈ Y tals que y = f(x) per a algun x ∈ A}.
Per extensió, la imatge de la funció f anomenat també el seu recorregut és la imatge del conjunt domini de la funció f.
Per contra, sigui f : X → Y una funció i B un subconjunt de Y, es diu antiimatge de B per f el subconjunt de X definit com
f −1(B) = {x ∈ X tals que f(x) ∈ B}.
A vegades es nota aquest concepte f −1[B] per a fer distinció amb la notació de la funció inversa de f. De fet, tot i que les dues funcions coincideixen, evidentment només ho poden fer quan la funció inversa està definida, és a dir quan f és una funció invertible.